# Juan Roco Campofrío
Juan Roco Campofrío (Alcántara, 1565 - Coria, 1635) fue un religioso benedictino y hombre de estado español, consejero del Tribunal de la Inquisición, gobernador del Consejo de Hacienda, obispo de Zamora, de Badajoz y de Coria.